# ターラーチャンド・バルジャーティヤ
ターラーチャンド・バルジャーティヤ（Tarachand Barjatya、1914年5月10日 - 1992年9月21日）は、インドの映画プロデューサー。

## 生涯
1914年にクチャマンで生まれ、カルカッタのヴィディヤーサーガル・カレッジを卒業した。19歳の時に見習いとして映画業界に進み、1947年にラージシュリー・プロダクションを設立した。同社を拠点にボリウッドで活動し、1960年代から1980年代にかけて『Dosti』『Jeevan Mrityu』『Uphaar』『Saudagar』『Geet Gaata Chal』『Tapasya』『Chitchor』『Dulhan Wahi Jo Piya Man Bhaye』『Ankhiyon Ke Jharokhon Se』『Sawan Ko Aane Do』『Taraana』『Nadiya Ke Paar』『Saaransh』など数多くのヒット作を製作した。また、インディラ・ガンジー政権では映画委員会の委員を務めている。1992年に死去した。

## 受賞歴
- フィルムフェア賞 作品賞（英語版）：『Dosti』『Maine Pyar Kiya』